# Mai 1992

## Événements
- 3 mai (Formule 1) : Grand Prix automobile d'Espagne.
- 5 mai : drame de Furiani. 18 morts et plus de 2 300 blessés.
- 7 mai : demande d'adhésion de la Russie au Conseil de l'Europe[1].
- 17 mai (Formule 1) : Grand Prix automobile de Saint-Marin.
- 21 mai : création par François Mitterrand et Helmut Kohl de l'Eurocorps
- 22 mai : admission de la Croatie, de la Slovénie et de la Bosnie-Herzégovine au sein de l'ONU.
- 23 mai : assassinat par la Mafia (Cosa nostra) du juge antimafia Giovanni Falcone.
- 25 mai : traité du Kazakhstan avec la Russie.
- 31 mai (Formule 1) : Grand Prix automobile de Monaco.

## Naissances
- 2 mai : Sunmi, chanteuse sud-coréenne.
- 4 mai : Ashley Rickards, actrice américaine.
- 6 mai : Baekhyun, chanteur et danseur sud-coréen, membre du boys band EXO.
- 7 mai : 
  - Ryan Harrison, joueur de tennis américain.
  - Alexander Ludwig, acteur canadien.
- 9 mai : Sho Madjozi, Rappeuse sud-africaine.
- 10 mai : 
  - Damso, rappeur belge.
- 11 mai : 
  - Thibaut Courtois, footballeur belge.
- 14 mai : Laya Lewis, actrice anglaise.
- 22 mai : Camille Lou, chanteuse, auteure-compositrice-interprète et musicienne française.
- 24 mai : Dan Slania,
- 25 mai : 
  - Antonio Dikele Distefano, écrivain italo-angolais.
  - Ayoub Mohamed Farhi, footballeur algérien.

## Décès
- 4 mai : Henri Guillemin, historien (° 19 mars 1903).
- 6 mai : Marlène Dietrich, actrice (° 27 décembre 1901).
- 12 mai :
  - Jacqueline Maillan, comédienne française (° 11 janvier 1923).
  - Wanda Rutkiewicz, alpiniste polonaise (° 2 février 1943).
  - Lenny Montana, acteur et lutteur américain.
- 13 mai : Antoine de Vinck, céramiste et sculpteur belge (° 16 avril 1924).
- 22 mai : Zellig Harris, linguiste américain (° 23 octobre 1909).
- 23 mai : Giovanni Falcone, juge italien, assassiné (° 18 mai 1939).